# 앤서니 르루
앤서니 앨런 르루(Anthony Allen Lerew , 1982년 10월 28일 ~ )는 미국의 전 야구 선수이자, 전 메이저 리그 LA 에인절스의 투수이다. 원래 왼손잡이지만 오른손으로 투구한다.

## 선수 시절

### 미국 프로야구 시절
2001년 애틀랜타 브레이브스에 입단했다. 이후 네 시즌을 마이너 리그에서 보낸 후 2005년 신시내티전에서 메이저 리그 데뷔전을 치렀다. 이후 2010년까지 활동했다.

### 일본 프로야구 시절
2011년에 후쿠오카 소프트뱅크 호크스와 계약을 체결하고 한 시즌 동안 활동했으나 거의 2군에 머물렀고 1군에서는 단 4경기 출전에 그쳤다.

### KIA 타이거즈시절
2012년 1월 15일에 입단하였다. 선발과 불펜을 오고 가며 32경기에 등판해 11승 13패, 1세이브, 94탈삼진, 3점대 평균자책점을 기록했고, 재계약한 뒤 마무리로 전향했다. 20세이브를 기록했으나 블론세이브를 자주 기록했고 심지어 5점차 상황에서도 블론세이브를 기록해 2군으로 내려갔다. 이후 다시 선발 전향에 도전했지만 2군에서도 부진해 결국 방출됐다. 그의 대체 선수로는 두에인 빌로우가 영입됐다.

## 미국 독립야구 시절
2014년에 요크 레볼루션에 입단하였다.

## 야구선수 은퇴 후
2019년부터 KIA 타이거즈의 육성군 투수코치로 활동했다.

## 참조
1. ↑  KIA, 외국인 투수 확정…우완 선발 1명-좌완 불펜 1명 보관됨 2014-02-02 - 웨이백 머신 《스포츠 월드》, 2012년 1월 15일